# Урмайн
Урмайн (нім. Urmein) — громада  в Швейцарії в кантоні Граубюнден, регіон Віамала.

## Географія
Громада розташована на відстані близько 155 км на схід від Берна, 21 км на південний захід від Кура.
Урмайн має площу 4,3 км², з яких на 6,7% дозволяється будівництво (житлове та будівництво доріг), 45,9% використовуються в сільськогосподарських цілях, 41% зайнято лісами, 6,5% не є продуктивними (річки, льодовики або гори).

## Демографія
2019 року в громаді мешкало 147 осіб (+33,6% порівняно з 2010 роком), іноземців було 7,5%. Густота населення становила 34 осіб/км².
За віковим діапазоном населення розподілялося таким чином: 17% — особи молодші 20 років, 44,2% — особи у віці 20—64 років, 38,8% — особи у віці 65 років та старші. Було 71 помешкань (у середньому 2 особи в помешканні).
Із загальної кількості 76 працюючих 28 було зайнятих в первинному секторі, 0 — в обробній промисловості, 48 — в галузі послуг.